# Памятник рабочим и служащим рудоуправления имени Карла Либкнехта
Памятник рабочим и служащим рудоуправления имени Карла Либкнехта — памятник истории Великой Отечественной войны в Саксаганском районе города Кривой Рог Днепропетровской области.

## История
В мае 1980 года открыт памятник рабочим и служащим рудоуправления имени Карла Либкнехта, погибшим в годы Великой Отечественной войны.
19 ноября 1990 года, решением № 424 Днепропетровского облисполкома, памятник взят на государственный учёт с охранным номером 6324.

## Памятник
Расположен по Шмаковской улице, рядом с дворцом культуры шахты «Родина» ПАО «Кривбассжелезрудком».
Состоит из двух пирамидальных конструкций, мемориальных досок с именами погибших и декоративной стены с местом для вечного огня. Архитектор М. П. Яглович.
Первая пирамидальная конструкция размерами по низу 6х6х5 м, высотой 3,5 м, вторая конструкция размерами по низу 4,2×4,2×3,2 м, высотой 6 м. Обе изготовлены из бетона, обложены плитами ракушечника светло-серого цвета. Памятные плиты из коричневатого полированного гранита. Центральная мемориальная плита расположена в промежутке между пирамидальными конструкциями размерами 1,2×1×0,03 м. На ней отчеканены даты «1941-1945» в два яруса. Цифры по чеканке окрашены белым. На каждой пирамиде расположены 4 памятные доски, размерами 1,2×0,5×0,03 м, на высоте 1,25 м от земли. На плитах отчеканены фамилии и инициалы 239 погибших рабочих и служащих рудоуправления имени Карла Либкнехта. У основания — декоративная стена из бетона, уложенная в несколько слоев розового гранита плитами с неровными краями. Размеры платформы 2,4×2,35 м, высота бортов 0,7 м, ширина 0,5 м. Вечный огонь диаметром 1 м закрыт декоративной чугунной решёткой с отверстием для огня диаметром 0,3 м.
По состоянию на 2017 год известны данные о 242 погибших рабочих и служащих рудоуправления имени Карла Либкнехта.